# UTC+09:30

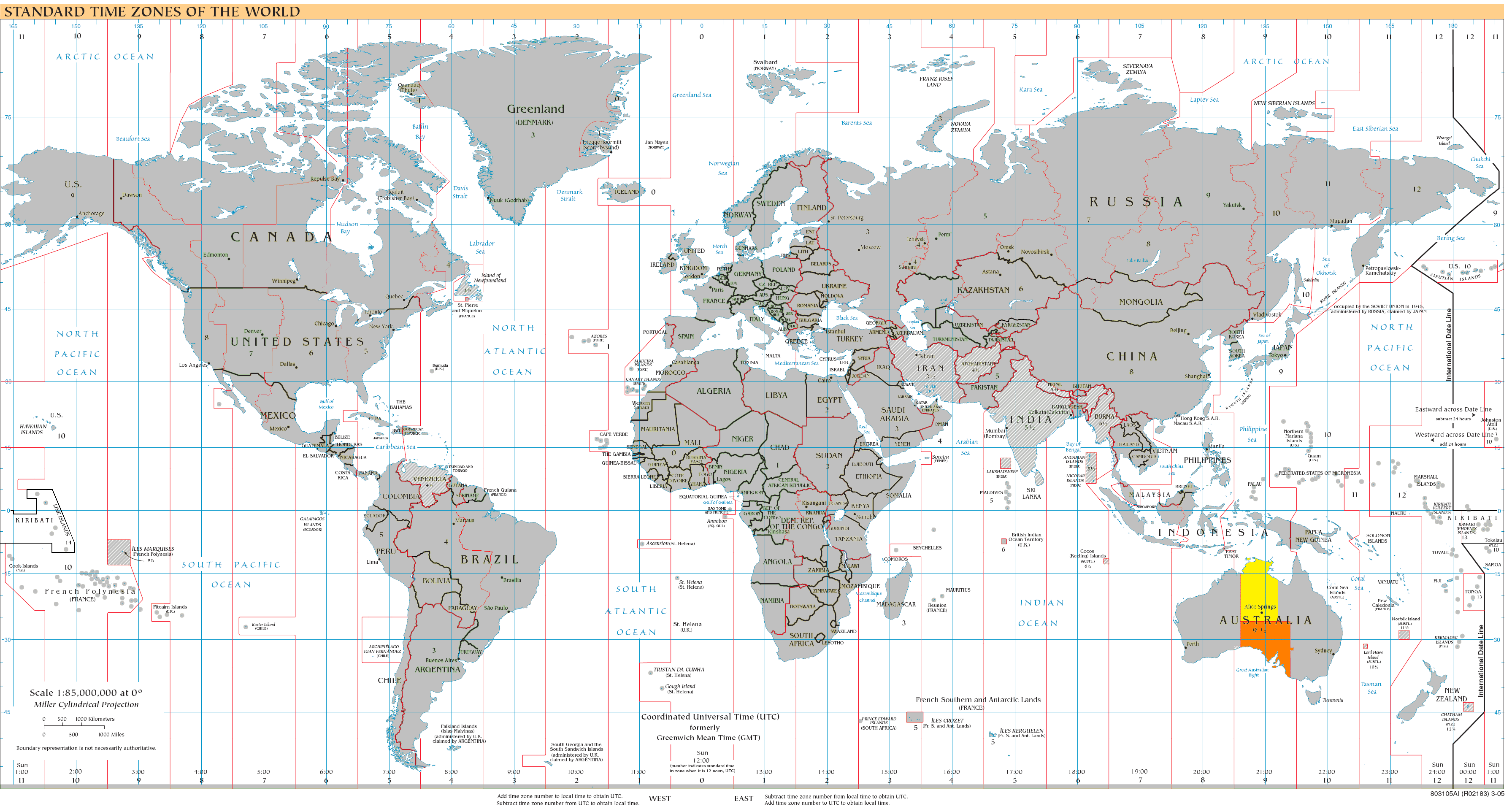
území, kde čas UTC+09:30 platí celoročně
území, kde čas UTC+09:30 platí sezónně v zimním období
území, kde čas UTC+09:30 platí sezónně v letním období
území, kde čas UTC+09:30 neplatí
mořské plochy spadající do pásma UTC+09:30
mořské plochy nespadající do pásma UTC+09:30
Poznámka: Stav k roku 2008

UTC+09:30 je zkratka a identifikátor časového posunu o +9½ hodiny oproti koordinovanému světovému času. Tato zkratka je všeobecně užívána.
Výjimečně lze nalézt zkratku I*.
Zkratka se často chápe ve významu časového pásma s tímto časovým posunem. Tento čas je neobvyklý a jeho řídícím poledníkem je 142°30′ východní délky; pásmo by teoreticky mělo rozsah mezi 135° a 150° východní délky.

## Jiná pojmenování
| zkratka | česky                    | anglicky                         | poznámka                     | odkaz |
| ACST    | centrální standardní čas | Australian Central Standard Time | viz časová pásma v Austrálii | [ 3 ] |

## Úředně stanovený čas
Čas UTC+09:30 je používán na následujících územích.

### Celoročně platný čas
- Austrálie — standardní čas[p 7] platný na části území (Severní teritorium)

### Sezónně platný čas
- Austrálie — standardní čas[p 7] platný[p 8] na části území (Jižní Austrálie a částečně Nový Jižní Wales)[p 9]

## Historie
Do roku 1899 platil v Jižní Austrálii čas posunutý o +9 hodin oproti greenwichskému času (GMT). V onom roce posunuli čas o třicet minut dopředu na GMT+9½, což bylo v rozporu s obecnou mezinárodní praxí, že rozdíl mezi pásmy má být hodinový a příslušný poledník s odpovídajícím časem má procházet dotyčným územím.